# Dipelta yunnanensis
Dipelta yunnanensis Franch. è un arbusto appartenente alla famiglia delle Caprifoliacee.

## Distribuzione e habitat
Originaria dello Yunnan nord-occidentale (Cina).